# Max Cilla
Max Cilla (* 1944 in Le Lamentin, Martinique) ist ein französischer Jazz- und Weltmusiker (Flöte, Komposition).

## Leben und Wirken
Cilla hörte in seinem Elternhaus und später bei seiner Großmutter immer wieder Flötenspieler wie Missié Bondié. Aufgrund solcher Erlebnisse holte er sich bereits als Kind Bambus aus dem Wald, schnitzte ihn und versuchte ein Instrument zu bauen, das der Toutoune Bambou entsprach. Mit 19 Jahren migrierte er über Guadeloupe nach Frankreich, wo er in Liévin eine Ausbildung zum Fräser absolvierte. 1966 zog er nach Paris, wo er eine Flöte aus Ebenholz kaufte und mit kubanischen Musikern musizierte. Über einen Lehrer am Conservatoire International de Musique in Paris lernte er einen Flötenbauer kennen und die Association philotechnique de Paris, wo er kostenlosen Unterricht erhielt.
1967 holte ihn Archie Shepp zu einer Session ins Chat qui Pêche, wo er in der Folge regelmäßig mit Musikern wie Henri Guédon auftrat. Später wurde er Stammgast im Jazzclub Quartier Latin.
1970 kehrte Cilla nach Martinique zurück. Dort stellte ihn Aimé Césaire, damals stellvertretender Bürgermeister von Fort-de-France, an, um sein Wissen über die Flöte weiterzugeben. Er brachte den Schülern des dortigen service municipal d’action culturelle nicht nur das Spielen, sondern auch die Herstellung ihres Instruments bei. 1980 nahm er sein zweibändiges Debütalbum auf, La flûte des mornes. Aus heutiger Sicht handelt es sich dabei um tiefgründigen Spiritual Jazz, der lateinamerikanische Musik mit den Trommelrhythmen seiner Heimat vermischte.
Cilla trat mit seiner Flöte in der Folge weltweit auf. Zudem inspirierte er andere Musiker aus Martinique wie Eugène Mona, der Ende der 1960er Jahre auf einer Flöte begann, die ihm Cilla geschenkt hatte. Er ist auch auf Alben von Joby Bernabé, David Murray (Creole) oder Babacar y Sabor zu hören.